# الی دوهه
الی دوهه (به انگلیسی: Elley Duhé) (زاده ۱۴ فوریهٔ ۱۹۹۲) خواننده آمریکایی است.